# Liste von Wallburgen im Sauerland

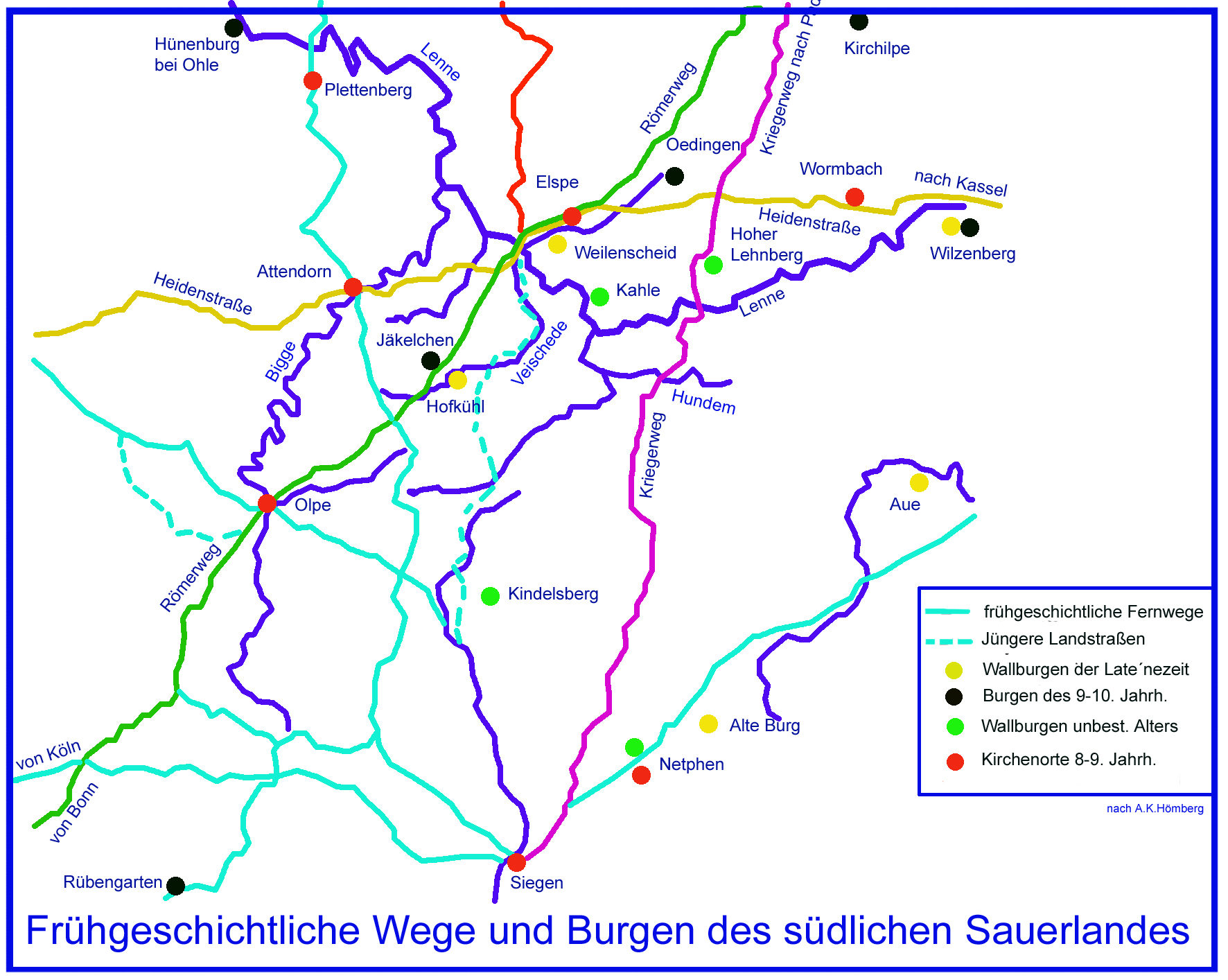
Frühgeschichtliche Wege und Burgen im südlichen Sauerland

Wallburgen im Sauerland sind frühe Befestigungswerke aus der Vor- und Frühgeschichte sowie dem frühen Mittelalter. Eine wichtige Ursache für den Bau von Wallburgen war die Erschließung des Berglandes in Südwestfalen zur Ausbeutung der dortigen Erze bereits in den Jahrhunderten vor Christus. Dieser erste Siedlungsversuch hatte keinen dauerhaften Bestand und endete wohl schon im ersten Jahrhundert nach Christus. Erst seit dem 7. Jahrhundert nahm die Besiedlung und damit die Befestigungswerke wieder zu.

## Unterscheidungsmerkmale
Auf Grund teilweise fehlender Einzelfunde ist die Datierung der Burgen und ihre Zuordnung zur eisenzeitlichen oder zur frühmittelalterlichen Periode schwierig. Verschiedene Faktoren sind für die eisenzeitlichen Burgen im Sauerland typisch und können so der Zuordnung dienen. Eisenzeitliche Wallburgen befinden sich meist auf isoliert liegenden Bergkuppen. Bei ihnen handelt es sich also um ausgesprochene Höhenburgen. Sie sind meist deutlich weiter von den Siedlungsschwerpunkten entfernt als ihre Pendants aus frühmittelalterlicher Zeit. Ebenso ist der Höhenunterschied zwischen Burg und möglicher Siedlung größer als später.
Hinsichtlich ihrer Form sind die eisenzeitlichen Burgen rundlich bis oval und sind der Form des Berges angepasst. Besonders typisch ist die Konstruktion der Tore. Es gibt einfache Kastentore und solche mit überlappenden Wallenden. Es entstand dadurch eine Torgasse, die sich notfalls leicht verschließen ließ. Dagegen biegen bei frühmittelalterlichen Burgen die Wallenden in das Burginnere ab, sie bilden Kammer- oder Zangentore.

## Hochsauerlandkreis
| Wallburg          | Ort                               | Zeit                                                                         | Anmerkungen / Bild |
| ----------------- | --------------------------------- | ---------------------------------------------------------------------------- | --- |
| Wilzenberg        | bei Grafschaft                    | Eisenzeit (200 v. Chr.) und dem Frühmittelalter (9.–10. Jahrhundert n. Chr.) | Auf dem Wilzenberg befinden sich zwei Wallburgen (Ringwälle) aus der Eisenzeit (200 v. Chr.) und dem Frühmittelalter (9.–10. Jahrhundert n. Chr.). Die ältere aus der Eisenzeit stammende Wallburg ist rund 6 ha groß. Die jüngere Burganlage aus dem frühen Mittelalter wird einige Male im Zusammenhang mit dem Kloster Grafschaft genannt. Als Standort einer Burganlage der jüngeren Vorrömischen Eisenzeit hat der Wilzenberg eine herausragende Bedeutung, in die später eine mittelalterliche Burg eingebaut wurde. Die Ausgrabungen mit Waffenfunden und Mauerresten belegen dies. |
| Hünenburg         | bei Meschede                      | 9. und 10. Jahrhundert                                                       | Die Burg verfügte über zwei Wallgräben, die heute noch erkennbar sind und durch einen Rundwanderweg erschlossen sind. Der äußere Bering ist 2,8 Hektar und der innere 0,8 Hektar groß. Die innere Burg hat in nordsüdlicher Richtung eine Länge von rund 120 Metern und in westöstlicher Richtung eine Breite von ca. 65 Meter. |
| Stesser Burg      | bei Calle                         |                                                                              | Auf dem Bergkegel befinden sich die Erdschüttungen einer eisenzeitlichen Wallburg. Unterhalb des Berggipfels verläuft um die westliche und südliche Flanke des Berges eine mit senkrechter Rückwand in den Fels gebrochene Terrasse. |
| Schiedlike Borg   | bei Freienohl                     |                                                                              | Etwa 920 m nordöstlich von Freienohl befindet sich auf dem Küppel die sogenannte Schiedlike Borg. Sie besteht aus teilweise hintereinander gestaffelten Terrassenkanten auf den weniger steilen Bergseiten, während im Steilabfall der Ruhr keine künstlichen Befestigungen vorhanden waren. Die Größe der Schiedliken Borg beträgt in nord-südlicher Richtung ca. 400 m und in ost-westlicher ca. 200 m (insgesamt etwa 7,7 ha). |
| Borbergs Kirchhof | bei Olsberg                       |                                                                              | Auf 629 m Höhe befindet sich auf dem Borbergskirchhof eine frühmittelalterliche Wallanlage mit einem 170 × 160 × 230 m (das sind rund 1,9 ha) großen Kernwerk und einem etwa rechteckigen Wallring. |
| Wallburg          | bei Bruchhausen                   | 6. Jahrhundert vor Christus                                                  | Die Befestigungsanlage schließt die vier großen Felsen ein. Dadurch entstand ein geschützter Platz von etwa 0,6 ha Größe. Möglicherweise hat die Fläche auch als Kultplatz gedient. |
| Wallburg          | zwischen Goddelsheim und Medebach | 2. Hälfte 8. Jahrhundert                                                     | Die Anlage stammt vermutlich aus karolingischer oder ottonischer Zeit. Es handelt sich um eine schildförmige Wallburg mit Spitzgraben. Sie befindet sich westlich von Goddelsheim über dem Aartal. Die Anlage ist frei zugänglich. |
| Eresburg          | bei Marsberg                      |                                                                              | Die Entstehung der Eresburg ist unklar, sie wurde möglicherweise zur Zeit der Chatten angelegt und von den Sachsen übernommen. Sie soll Standort der Irminsul gewesen sein. Sie schützt die Grenze des sächsischen Teilstammes der Engern zum fränkischen Herrschaftsbereich. Während der Sachsenkriege Karls des Großen umkämpft und mehrfach erobert, diente sie auch später baulich verändert als Burg. |
| Wallburg          | bei Kirchilpe                     |                                                                              | Die Anlage stammt vermutlich aus karolingischer oder ottonischer Zeit. Die rundliche Kernburg aus Wall und Graben hat einen Durchmesser von etwa 90 m. Im Nordosten ist sie an einen Steilhang angelehnt. Das mörtelgemauerte Tor liegt im Nordwesten. Halbkreisförmig umgeben wird die Hauptburg von einem Graben und einer Vorburg. Deren Zugang liegt im Westen. Im Nordwesten befand sich ein weiterer Außenwall, der nicht mehr zu erkennen ist. |
| Schlossberg       | bei Küstelberg                    |                                                                              | |
| Güllener Ring     | bei Linnepe                       | vermutlich aus dem 9. oder 10. Jahrhundert                                   | Die rundliche Hauptburg hatte etwa einen Durchmesser von 55 × 60 m. Dieser Teil wird von einem starken Wall und einem außenliegenden Graben umschlossen. Im Norden gibt es eine kleinere Vorburg, welche ebenfalls mit Wall und Graben gesichert ist. |
| Hünenburg         | bei Oeventrop                     | vermutlich aus dem 9. bis 10. Jahrhundert                                    | Der Grundriss der Burg ist im Süden 32 m breit und 75 m lang. Die Form ähnelt einem zweigeteilten Dreieck. |
| Wollbrigg         | bei Müschede                      | spätkarolingische Zeit                                                       | Die rundliche 0,5 ha große Anlage hatte einen Durchmesser von etwa 80 m. Im Inneren haben sich möglicherweise Wohnplätze gefunden. Die Anlage war vermutlich Mittelpunkt einer großen karolingischen Grundherrschaft. |

## Kreis Olpe
| Wallburg      | Ort                | Zeit                                 | Anmerkungen / Bild |
| ------------- | ------------------ | ------------------------------------ | --- |
| Kahle         | bei Meggen         |                                      | Unterhalb des Sattels ist die Bergspitze der Kahle schon mit einem bis zu 2 m hohen Wall mit erkennbarem Graben abgeriegelt, in einer Länge von etwa 180 m beginnend vor dem Siepen, welches zur Wolbecke abfließt, über den Sattel in südwestlicher Richtung bis zum westlichen Steilhang Richtung Meggen. In nördlicher Richtung ist der Wall durch einen Wirtschaftsweg zerstört worden, der zur Vogelstange Meggen herabführt. Die zweite Wallterrasse von etwa 1,50 m Höhe und einem Abstand zwischen 45 und 26 m von der ersten sichert die Wallburg auf einer Länge von 230 m vom nördlichen Steilhang Richtung Halberbracht bis zum südwestlichen Steilhang Richtung Meggen. |
| Jäckelchen    | bei Attendorn      |                                      | Ein Durchbruch durch den Wall im Zuge eines Wirtschaftsweges im Jahre 1983 ließ erkennen, das der 2 m hohe und 8 bis 10 Meter breite Wall an der Außenseite durch eine gut gearbeitete Steinmauer als Außenschale gehalten wurde. Auf der Innenseite schloss sich eine 1,2 bis 1,4 Meter breite Packmauer an, die teilweise aus in größeren Mörtelfladen gelagertem Schotter bestand. |
| Weilenscheid  | bei Elspe          |                                      | Ein scharfer Felsgrat überquert in Südwest-Nordost-Richtung die Bergkuppe, die von zwei konzentrischen, parallelverlaufenden Befestigungslinien umgeben ist, welche im Gelände als Wallterrassen zu erkennen sind. Sie liegen etwa 15–30 m voneinander entfernt. Eine dritte Wallterrasse oder Geländekante ist unterhalb des Wirtschaftsweges in Richtung Elspetal vorgelagert. Diese führt bis an die Quelle des „Vordersten Siepen“ heran. Der Innenraum der Anlage weist eine Länge von 225 m und eine Breite von 75 m auf. |
| Hohe Lehnberg | bei Saalhausen     |                                      | |
| Hofkühl       | bei Kirchveischede | vermutlich aus der jüngere Eisenzeit | Am Hofkühl befindet sich eine kleine länglich ovale, aus Wall und Außengraben bestehende Wallanlage. Die Innenabmessungen des Ovals betragen 80 mal 60 Meter. Die unterschiedlich starken Wälle sind 3 bis 4 Meter hoch, der vorgelagerte Graben etwa 3 bis 4 Meter breit und heute noch etwa einen Meter tief. |

## Kreis Soest
| Wallburg     | Ort             | Zeit                             | Anmerkungen / Bild |
| ------------ | --------------- | -------------------------------- | --- |
| Loermund     | bei Sichtigvor  |                                  | Die Ringwallanlage des Loermunds befindet sich auf einem westlichen Ausläufer des Ochsenrückens, im Mündungswinkel zwischen Möhne und Riemecke. |
| Oldenburg    | in Höingen      | vermutlich 8. zum 9. Jahrhundert | Die Burganlage besteht aus drei, hintereinander gestaffelten, heute noch erkennbaren Wällen. Die Umwallung ist fast zwei Kilometer lang und umschließt eine circa 500 Meter lange und circa 300 Meter breite Fläche. |
| Schaftsköppe | bei Kallenhardt | vorrömische Eisenzeit            | Etwa 1700 m östlich von Kallenhardt wird der südwestliche Ausläufer des Öhningsberges eine zunächst von Nordwest nach Südost und dann von Nordost nach Südwest verlaufende Wallanlage. Nach Osten hin sind dem noch einige kleinere Wallstücke vorgelagert. Der Burgbereich selbst befindet sich auf einer dreieckigen Bergnase mit steil abfallenden Hängen. Dort hat man einige Funde aus der vorrömischen Eisenzeit gemacht. |

## Märkischer Kreis
| Wallburg                                             | Ort                      | Zeit                                         | Anmerkungen / Bild |
| ---------------------------------------------------- | ------------------------ | -------------------------------------------- | --- |
| Wallburg auf dem Bollberg                            | bei Halver               | aus dem 9. Jahrhundert                       | Die Burg liegt auf etwa 50 m über dem Fluss Ennepe. Die Anlage bildet einen ovalen Ring. Im Süden liegt ein starker Erdwall mit einem vorgelagerten in das Gestein gehauenen Spitzgraben. Im Norden liegt eine Terrasse mit einem vorgelagerten Sohlgraben. Durch einen Steinbruch wurde im Norden ein Teil des Walles zerstört. Der einzige Zugang liegt im Südwesten. |
| Ohle                                                 | bei Plettenberg          |                                              | Die Wälle umschließen eine etwa 7 ha große Fläche. Darin befindet sich eine viereckige Steinburg mit den Maßen 35 mal 50 Meter. Die Mauern hatten eine Breite von etwa 2,5 m, und eine Höhe von vermutlich etwa 3 m. |
| Wallanlage in den Gleiern (auch Hünengräben genannt) | bei Balve                |                                              | Ringwälle aus zwei Bauphasen, zweites Jahrhundert v. u. Z. |
| Oestricher Burg                                      | bei Oestrich             |                                              | Zwei Ringwälle und zwei gerade Wälle auf einer Fläche von 18 ha. Im 13. Jahrhundert zur Steinburg ausgebaut, später verfallen. Ab 1886 Bodendenkmal, und Mitte des 20. Jahrhunderts teilweise einem Steinbruch zum Opfer gefallen. |
| Olle Borg                                            | bei Balve                | 10./11. Jahrhundert                          | Die Anlage liegt auf dem Burgberg auf 350 m Höhe. Auf der ebenen Kuppe befindet sich die Wallburg. Im Süden, Westen und Osten existieren Wall- und Grabensysteme. Im steilabfallenden Norden waren diese nicht nötig. Der Kern der Burg ist 140 × 80 m groß, geschützt durch einen mehr als 5 m hohen Wall. |
| Stünenburg                                           | bei Grüne (Iserlohn)     | zwischen dem 12./13. und dem 15. Jahrhundert | Bei der Stünenburg handelt es sich um die Reste eines teilweise planierten Burgplatzes, von Wassergraben umgeben, von dem aber erhaltene Reste vorhanden sind. Zudem ist damit zu rechnen, dass im Innenraum Spuren der ehemaligen Burg im Boden noch vorhanden sind. Funde lassen vermuten, dass die Burg zwischen dem 12./13. und dem 15. Jahrhundert bestanden hat. Das Bodendenkmal ist daher für die Geschichte der Stadt Iserlohn von Bedeutung, da eine mögliche archäologische Erforschung bisher nicht bekannte Fakten erbringen kann. |
| Burg Gerkendahl                                      | bei Hennen (Iserlohn) \| | um 1150                                      | Die Burg vom Typus einer Turmhügelburg (Motte) war durch ihre Lage auf einer von einer Gräfte umgebenen Insel in einer sumpfigen Niederung am Abbabach geschützt. Im 19. Jahrhundert waren noch Reste eines quadratischen Turms zu sehen. Auf die Bedeutung der Anlage weist, dass hier 1271 über den „märkisch-limburgischer Teilungsvertrag“ verhandelt wurde. Um 1793 wurde die ehemalige Burganlage abgerissen; die letzten Reste wurden im Jahr 1873 entfernt.                                                                             |

## Landkreis Waldeck-Frankenberg
| Wallburg     | Ort           | Zeit                                                      | Anmerkungen / Bild |
| ------------ | ------------- | --------------------------------------------------------- | --- |
| Schwalenburg | bei Willingen | wahrscheinlich zwischen dem späten 8. und 10. Jahrhundert | Ein rund 6 Hektar große Wallburg mit drei Wallringen. Die Anlage hat einen Durchmesser von 300 Metern und etwa 1700 Meter lange Ringwälle. |